# Штефанешты (Штефан-Водский район)
Штефанешты, Штефэнешть (рум. Ștefănești) — село в Штефан-Водском районе Молдавии. Относится к сёлам, не образующим коммуну.

## История
В Молдавской ССР село носило название Степановка.

## География
Село расположено на высоте 98 метров над уровнем моря.

## Население
По данным переписи населения 2004 года, в селе Штефэнешть проживает 1202 человека (605 мужчин, 597 женщин).
Этнический состав села:
| Национальность | Число жителей | Процентный состав |
| -------------- | ------------- | ----------------- |
| молдаване      | 1165          | 96,92             |
| украинцы       | 19            | 1,58              |
| русские        | 9             | 0,75              |
| румыны         | 7             | 0,58              |
| гагаузы        | 1             | 0,08              |
| болгары        | 1             | 0,08              |
| Всего          | 1202          | 100 %             |